# Lernahovit
Lernahovit (in armeno Լեռնահովիտ?) è un comune di 1 524 abitanti (2008) della Provincia di Lori in Armenia.